# Fly with Me (Jonas Brothers)
Fly With Me è il secondo singolo ad essere stato pubblicato dalla band Jonas Brothers del loro quarto album Lines, Vines and Trying Times. Il brano, è stato pubblicato il 9 giugno 2009, dalla Hollywood Records ed è stato scritto da Nick Jonas.

## Video
Il video musicale prodotto per Fly With Me inizia con Nick Jonas che suona il pianoforte accompagnato dai suoi fratelli Jonas il video è stato girato durante la preparazione del world tour 2009.
è stato inoltre inserito nella colonna sonora del film Una Notte Al Museo 2- La Fuga, a cui i Jonas Brothers hanno partecipato in veste dei tre cherubini.

## Classifiche
| Regione   | Data | Formato                    |
| --------- | ---- | -------------------------- |
| Australia | 2009 | Digital Download           |
| Europa    | 2009 | Digital Download/CD Single |